# Гущин Валентин Михайлович
Валентин Михайлович Гущин (8 квітня 1912, село Успенсько-Юріївське Кокчетавського повіту, тепер село Арикбалик Айиртауського району Північноказахстанської області, Казахстан — 11 лютого 1982, місто Москва, тепер Російська Федерація) — радянсткий державний діяч, інженер-будівельник, міністр будівництва (голова Державного виробничого комітету з будівництва) Середньоазіатського економічного району СРСР, міністр сільського будівництва РРФСР. Депутат Верховної ради РРФСР 7—8-го скликань.

## Життєпис
Народився в родині вчителя.
У 1927—1931 роках — учень будівельного відділення Омського індустріального технікуму.
У 1931—1933 роках — майстер, помічник виконроба, виконроб тресту «Уралбудіндустрія», заступник головного інженера тресту «Уралцивілбуд» в місті Лисьва Уральської області. У 1933—1934 роках — заступник головного інженера тресту «Уралмісцепром» в місті Свердловську.
У 1934 році закінчив Уральський заочний будівельний інститут.
У 1934—1935 роках — головний інженер будівельної контори Лисьвенської міської ради Свердловської області. У 1935—1938 роках — державний контролер з будівництва Народного комісаріату комунального господарства РРФСР у місті Лисьва. У 1938—1940 роках — начальник та головний інженер будівельної контори Лисьвенської міської ради.
У 1940—1945 роках — начальник будівельного управління тресту «Північуралважбуд» у місті Лисьва (начальник будівництва Лисьвенського металургійного заводу).
У 1945—1947 роках — інженер-приймальник обладнання урядової закупівельної комісії СРСР у США.
У 1947—1954 роках — керуючий будівельного тресту (будівництва) № 203 Міністерства будівництва СРСР в місті Молотовську (Сєверодвінську) Архангельської області.
Член ВКП(б) з 1949 року.
У 1954—1957 роках — заступник міністра будівництва СРСР.
У 1957—1959 роках — заступник голови Ради народного господарства Алтайського адміністративного економічного району.
У 1959—1962 роках — радник посольства СРСР в Іраку із економічних питань.
У 1962—1963 роках — заступник начальника Головного управління промисловості будівельних матеріалів при Московському міськвиконкомі.
13 лютого — 13 березня 1963 року — міністр будівництва Середньоазіатського економічного району СРСР.
13 березня 1963 — 22 грудня 1964 року — голова Державного виробничого комітету з будівництва Середньоазіатського економічного району СРСР — міністр СРСР.
У квітні 1965 — жовтні 1966 року — заступник міністра будівництва РРФСР.
20 жовтня 1966 — 26 червня 1973 року — міністр сільського будівництва РРФСР.
З червня 1973 року — персональний пенсіонер союзного значення в Москві.
Помер 11 лютого 1982 року в Москві.

## Нагороди
- чотири ордени Трудового Червоного Прапора
- медаль «За доблесну працю у Великій Вітчизняній війні 1941—1945 рр.» (1945)
- медаль «За доблесну працю. В ознаменування 100-річчя з дня народження Володимира Ілліча Леніна» (1970)
- медалі
- Сталінська премія (1950)